# Die Krokodile
Die Krokodile (Les Crocodiles) est un cercle de poètes munichois entre 1856 et 1870.

## Histoire
Louis Ier de Bavière, puis son successeur Maximilien II de Bavière, mirent en valeur la ville de Munich pour en faire un lieu de rayonnement de la vie intellectuelle. C'est ainsi que furent construits la Glyptothèque de Munich et la Alte Pinakothek de Munich. Vinrent s'installer à Munich le chimiste Justus von Liebig, l'ethnologue Wilhelm Heinrich Riehl, l'historien Heinrich von Sybel et deux poètes Emanuel Geibel et Paul Heyse.
Le cercle poétique fut lancé officiellement le 5 novembre 1856 en présence des poètes Paul Heyse et Julius Grosse. C'est Felix Dahn qui aurait trouvé le nom des « Crocodiles », peut-être en raison de la parution de poésies sur le thème animalier des crocodiles par les auteurs Emanuel Geibel et Hermann Lingg, notamment celui de Lingg appelé « Das Krokodil von Singapur ».
| Das Krokodil von Singapur Im heil'gen Teich zu Singapur Da liegt ein altes Krokodil Von äußerst grämlicher Natur Und kaut an einem Lotusstil. Es ist ganz alt und völlig blind, Und wenn es einmal friert des Nachts, So weint es wie ein kleines Kind, Doch wenn ein schöner Tag ist, lacht's. | Le Crocodile de Singapour Dans l'étang sacré de Singapour Vit un vieux crocodile De caractère extrêmement morose Et mâche une tige de lotus. Il est très vieux et complètement aveugle, Et quand la nuit est glaciale, Il pleure comme un petit enfant, Mais quand la journée est belle, il rit. |

« Le caractère sublime de cet amphibien nous a semblé un exemple admirable de poètes idéalistes, et nous espérons que dans notre « cercle sacré » nous devrions être en mesure de nous armer contre ce monde prosaïque, comme nous l'avons toujours fait, ne rien garder, sauf peut-être les changements de température. » (Paul Heyse, Bekenntnisse und Jugenderinnerungen)
Les poètes se trouvèrent tous un pseudonyme. Geibel, par exemple, était surnommé « Urkrokodil ».
Le cercle Die Krokodile se distingue de la Jeune-Allemagne par son attitude résolument apolitique. « Les Crocodiles » préfèrent voir la poésie comme un art sacré et presque pur, dans l'esprit de leurs prédécesseurs antiques, médiévaux, et certains orientaux.
Après la mort de Maximilien II de Bavière en 1864, Die Krokodile avait perdu son principal soutien et subit une certaine désaffection publique. Une tentative de produire une anthologie en 1866 a été un échec. Le cercle a continué d'exister surtout comme un club social.

## Membres
- Max Beilhack (Nashorn)
- Friedrich von Bodenstedt (Apis) – membre fondateur
- Otto Braun (en)
- Julius Braun
- Moriz Carrière (Schiff der Wüste) – membre fondateur
- Felix Dahn (Gnu) – membre fondateur
- Hermann Ethé
- Gustav Flörke
- Emanuel Geibel (Urkrokodil) – membre fondateur
- Franz Grandaur
- Julius Grosse (Ichnoymon)
- Leonhard Hamm – membre fondateur
- Max Haushofer
- Karl August von Heigel (de)
- Wilhelm Hemsen (Skarabäus) – membre fondateur
- Wilhelm Hertz (de) (Werwolf)
- Paul Heyse (Eidechs) – membre fondateur
- Bernhard Hofmann (Don Quixote)
- Hans Hopfen (de)
- Oskar Horn
- Robert von Hornstein – membre honoraire
- Wilhelm Jensen
- Konrad Knoll (en) – membre honoraire
- Franz Koppel-Ellfeld
- Ludwig Laistner (de)
- Carl von Lemcke (en) (Hyäne)
- Heinrich Leuthold (Alligator)
- Sigmund Lichtenstein (Nilpferd) – membre fondateur
- Hermann Lingg (Teichkrokodil) – membre fondateur
- Karl von Lützow (en) (Biber) – membre fondateur
- Andreas May
- Melchior Meyr (de) (Ibis) – membre fondateur
- Karl Woldemar Neumann (Schwertfisch)
- Ludwig Nohl
- Theodor Pixis – membre honoraire
- Heinrich Reder (de)
- Adolf Friedrich von Schack – membre honoraire
- Joseph Victor von Scheffel – membre honoraire
- Hermann Schmid (en)
- Oskar Schmidt
- Ludwig Schneegans
- August Schricker
- Johann Schrott – membre honoraire
- Karl Stieler
- Anton Teichlein
- Franz Trautmann
- Robert Vischer
- Gottfried Wandner
- August Westphal (de)
- Richard Weltrich
- Adolf Wilbrandt – membre honoraire
- Adolf Zeising